# Alex Telles
Alex Nicolao Telles (sinh ngày 15 tháng 12 năm 1992) là một cầu thủ bóng đá chuyên nghiệp người Brasil hiện đang thi đấu cho câu lạc bộ Botafogo tại Campeonato Brasileiro Série A.
Telles bắt đầu sự nghiệp bóng đá chuyên nghiệp tại câu lạc bộ Juventude của Brasil, trước khi bị bán cho Grêmio vào năm 2013. Năm đó, anh được bầu chọn là hậu vệ trái xuất sắc nhất giải Série A. Tháng 1 năm 2014, Telles chuyển sang Thổ Nhĩ Kỳ thi đấu cho câu lạc bộ Galasataray. Tại đây, anh giành được danh hiệu khác nhau bao gồm 1 Süper Lig, 2 Cúp Thổ Nhĩ Kỳ và Siêu cúp Thổ Nhĩ Kỳ. Mùa 2015–16, anh được đem cho Inter Milan mượn. Vào tháng 7 năm 2016, Telles được bán cho Porto, nơi anh khẳng định mình là một trong những hậu vệ trái xuất sắc nhất Primeira Liga. Anh đã có gần 200 trận ra sân cho Porto và giành được 4 danh hiệu, bao gồm 2 chức vô địch quốc gia, 1 Taça de Portugal và 1 Supertaça Cândido de Oliveira, cũng như được xướng tên trong Đội hình tiêu biểu của Primeira Liga trong 3 mùa giải liên tiếp. Màn trình diễn của Telles đã thu hút sự quan tâm của một số câu lạc bộ lớn châu Âu và vào tháng 10 năm 2020, anh ký hợp đồng với Manchester United với giá ban đầu là 18 triệu euro (15,4 triệu bảng).
Sinh ra tại Brasil và có quốc tịch Ý, Telles đã chọn cống hiến cho Brasil ở cấp độ quốc tế. Anh có trận đấu ra mắt đội tuyển vào năm 2019.

## Sự nghiệp

### Manchester United
Ngày 5 tháng 10 năm 2020, trang chủ của Manchester United đã xác nhận Alex Telles ký hợp đồng 4 năm, cùng tùy chọn gia hạn thêm một năm với câu lạc bộ. Anh ra mắt trong trận thắng 2–1 trước Paris Saint-Germain tại UEFA Champions League vào ngày 20 tháng 10.
Sevilla
Kỳ chuyển nhượng hè năm 2022, anh được cho câu lạc bộ Sevilla thi đấu tại giải La Liga mượn. Anh được mặc áo số 3 tại đội bóng.

## Phong cách chơi bóng
Telles là một hậu vệ có kỹ thuật tốt, nhanh nhẹn, lên công về thủ nhịp nhàng.

## Thống kê sự nghiệp

### Câu lạc bộ
Tính đến ngày 30 tháng 11 năm 2024
| Câu lạc bộ          | Mùa giải            | Giải đấu            | Giải đấu | Giải đấu | Cúp quốc gia | Cúp quốc gia | Cúp liên đoàn | Cúp liên đoàn | Châu lục | Châu lục | Khác | Khác | Tổng cộng | Tổng cộng |
| Câu lạc bộ          | Mùa giải            | Hạng đấu            | Trận     | Bàn      | Trận         | Bàn          | Trận          | Bàn           | Trận     | Bàn      | Trận | Bàn  | Trận      | Bàn       |
| ------------------- | ------------------- | ------------------- | -------- | -------- | ------------ | ------------ | ------------- | ------------- | -------- | -------- | ---- | ---- | --------- | --------- |
| Juventude           | 2011                | Série D             | 4        | 1        | 0            | 0            | —             | —             | —        | —        | 11   | 0    | 15        | 1         |
| Juventude           | 2012                | Série D             | 9        | 1        | 2            | 0            | —             | —             | —        | —        | 4    | 0    | 15        | 1         |
| Juventude           | Tổng cộng           | Tổng cộng           | 13       | 2        | 2            | 0            | —             | —             | —        | —        | 15   | 0    | 30        | 2         |
| Grêmio              | 2013                | Série A             | 36       | 1        | 6            | 0            | —             | —             | 3        | 0        | 6    | 0    | 51        | 1         |
| Galatasaray         | 2013–14             | Süper Lig           | 15       | 1        | 4            | 0            | —             | —             | 2        | 0        | —    | —    | 21        | 1         |
| Galatasaray         | 2014–15             | Süper Lig           | 22       | 1        | 8            | 0            | —             | —             | 5        | 0        | 1    | 0    | 36        | 1         |
| Galatasaray         | 2015–16             | Süper Lig           | 2        | 0        | 0            | 0            | —             | —             | 0        | 0        | 1    | 0    | 3         | 0         |
| Galatasaray         | Tổng cộng           | Tổng cộng           | 39       | 2        | 12           | 0            | —             | —             | 7        | 0        | 2    | 0    | 60        | 2         |
| Inter Milan (mượn)  | 2015–16             | Serie A             | 21       | 0        | 1            | 0            | —             | —             | —        | —        | —    | —    | 22        | 0         |
| Porto               | 2016–17             | Primeira Liga       | 32       | 1        | 2            | 0            | 2             | 0             | 9        | 0        | —    | —    | 45        | 1         |
| Porto               | 2017–18             | Primeira Liga       | 30       | 3        | 5            | 0            | 3             | 0             | 7        | 1        | —    | —    | 45        | 4         |
| Porto               | 2018–19             | Primeira Liga       | 33       | 4        | 5            | 1            | 4             | 0             | 10       | 1        | 1    | 0    | 53        | 6         |
| Porto               | 2019–20             | Primeira Liga       | 31       | 11       | 5            | 1            | 3             | 1             | 10       | 0        | —    | —    | 49        | 13        |
| Porto               | 2020–21             | Primeira Liga       | 3        | 2        | 0            | 0            | 0             | 0             | 0        | 0        | —    | —    | 3         | 2         |
| Porto               | Tổng cộng           | Tổng cộng           | 129      | 21       | 17           | 2            | 12            | 1             | 36       | 2        | 1    | 0    | 195       | 26        |
| Manchester United   | 2020–21             | Premier League      | 9        | 0        | 3            | 0            | 1             | 0             | 11       | 0        | —    | —    | 24        | 0         |
| Manchester United   | 2021–22             | Premier League      | 21       | 0        | 0            | 0            | 1             | 0             | 4        | 1        | —    | —    | 26        | 1         |
| Manchester United   | Tổng cộng           | Tổng cộng           | 30       | 0        | 3            | 0            | 2             | 0             | 15       | 1        | —    | —    | 50        | 1         |
| Sevilla (mượn)      | 2022–23             | La Liga             | 27       | 0        | 0            | 0            | —             | —             | 11       | 0        | —    | —    | 38        | 0         |
| Al-Nassr            | 2023–24             | Saudi Pro League    | 27       | 2        | 4            | 0            | —             | —             | 2        | 1        | 7    | 0    | 40        | 3         |
| Al-Nassr            | 2024–25             | Saudi Pro League    | 2        | 0        | —            | —            | —             | —             | —        | —        | 2    | 0    | 4         | 0         |
| Al-Nassr            | Tổng cộng           | Tổng cộng           | 29       | 2        | 4            | 0            | —             | —             | 2        | 1        | 9    | 0    | 44        | 3         |
| Botafogo            | 2024                | Série A             | 9        | 0        | —            | —            | —             | —             | 5        | 1        | —    | —    | 14        | 1         |
| Tổng cộng sự nghiệp | Tổng cộng sự nghiệp | Tổng cộng sự nghiệp | 333      | 28       | 45           | 2            | 14            | 1             | 79       | 5        | 33   | 0    | 504       | 36        |

1. ↑  Bao gồm Copa do Brasil, Turkish Cup, Coppa Italia, Taça de Portugal, FA Cup, King Cup
2. ↑  Bao gồm Taça da Liga, EFL Cup
3. 1 2 3  Số lần ra sân tại Campeonato Gaúcho
4. 1 2  Số lần ra sân tại Copa Libertadores
5. 1 2 3 4 5 6  Số lần ra sân tại UEFA Champions League
6. 1 2  Ra sân tại Turkish Super Cup
7. ↑  Số lần ra sân tại Supertaça Cândido de Oliveira
8. ↑  Hai lần ra sân tại UEFA Champions League, tám lần ra sân tại UEFA Europa League
9. ↑  Bốn lần ra sân tại UEFA Champions League, bảy lần ra sân tại UEFA Europa League
10. ↑  Sáu lần ra sân tại UEFA Champions League, năm lần ra sân tại UEFA Europa League
11. ↑  Số lần ra sân tại AFC Champions League
12. ↑  Sáu lần ra sân tại Arab Club Champions Cup, một lần ra sân tại Saudi Super Cup
13. ↑  Ra sân tại Saudi Super Cup

### Quốc tế
Tính đến ngày 20 tháng 6 năm 2023
| Brazil    | Brazil | Brazil |
| Năm       | Trận   | Bàn    |
| --------- | ------ | ------ |
| 2019      | 1      | 0      |
| 2020      | 3      | 0      |
| 2022      | 6      | 0      |
| 2023      | 2      | 0      |
| Tổng cộng | 12     | 0      |

## Danh hiệu
Juventude
- Copa FGF: 2011, 2012[3]

Galatasaray
- Süper Lig: 2014–15[3]
- Turkish Cup: 2013–14, 2014–15[3]
- Turkish Super Cup: 2015[3]

Porto
- Primeira Liga: 2017–18,[8] 2019–20[9]
- Taça de Portugal: 2019–20[10]
- Supertaça Cândido de Oliveira: 2018[11]

Sevilla
- UEFA Europa League: 2022–23[12]

Al-Nassr
- Arab Club Champions Cup: 2023

Botafogo
- Copa Libertadores: 2024